# رويلة الدلابحة
رويلة الدلابحة قرية سعودية، في محافظة المويه بمنطقة مكة المكرمة، تقع في شرق مدينة الطائف.